# Batalla de Haarlemmermeer
La batalla de Haarlemmermeer fue un combate naval ocurrido el 26 de mayo de 1573 durante la guerra de los Ochenta Años. Se luchó en las aguas del Haarlemmermeer, un gran lago que en ese momento se situaba en Holanda Septentrional (que se agotaría en el siglo XIX).

La batalla se dio entre una flota española, mandada por el conde de Bossu, y una flota holandesa, comandada por los mendigos del mar, que estaba tratando de romper el asedio de Haarlem. Después de varias horas de lucha, los mendigos del mar se vieron obligados a retirarse.

## Batalla en el lago
Tan pronto como la primavera de 1573 deshizo los hielos, presentaron los rebeldes en el lago embarcaciones de remo construidas modo de galeotas ligeras, de poco calado, con once a dieciocho bancos, artillería gruesa en la proa. El Conde de Bossu, el Estatúder de Holanda, hizo construir otras semejantes en Ámsterdam que dieron aspecto nuevo al asedio, combatiendo en el agua para impedir que los mendigos pudieran socorrer la plaza. Pronto empezaron las escaramuzas, que finalmente se tornaron en batallas, aumentando por ambos lados el número de bajeles, quedando ordinariamente las ventajas para la Armada Española, más ágil habituada a los parecidos encuentros en las guerras con los turcos. Una de las galeotas, la mayor que se apresó a los rebeldes, tenía pieza de 44 libras de bala otra de 13 libras, este fue en el principal encuentro que tuvo la armada en Haarlem 150 bajeles, no llegando la de los católicos 100, si bien en calidad suplían la diferencia del número. La victoria estuvo dudosa algún tiempo, pero finalmente favoreció a la armada española del Conde de Bossu, que deshizo por completo a los rebeldes, capturándoles 21 navíos y haciéndoles muchos muertos.

## Consecuencias
Gracias a esta victoria, los sitiados rebeldes no pudieron seguir reviviendo alimentos ni apoyo militar, por lo que pronto empezó el hambre a causar estragos entre la población de la ciudad. Gracias también en parte a que los sitiadores también derrotaron al apoyo terrestre que había enviado el príncipe de Orange, por lo que un mes y medio después de la batalla, el 12 de julio, los rebeldes entregaron la ciudad a Don Fadrique.